# Port Isabel
Port Isabel – miasto w Stanach Zjednoczonych, w stanie Teksas, w hrabstwie Cameron, nad Zatoką Meksykańską.
W mieście znajduje się zabytkowa ceglana latarnia morska z połowy XIX wieku.

## Demografia
Według przeprowadzonego przez United States Census Bureau spisu powszechnego w 2010 miasto liczyło 5 006 mieszkańców, co oznacza wzrost o 2,9% w porównaniu do roku 2000. Natomiast skład etniczny w mieście wyglądał następująco: Biali 83,3%, Afroamerykanie 0,5%, Azjaci 0,5%, pozostali 15,7%. Kobiety stanowiły 50,8% populacji.